# Evert Lafaire
Evert Lafaire (Eindhoven, 26 januari 1941 – Geldrop, 7 april 2023) was een Nederlands profvoetballer. Hij stond onder contract bij achtereenvolgens PSV, VVV en Eindhoven.

## Loopbaan
Lafaire doorliep de jeugdopleiding van PSV en maakte daar op 3 mei 1959 als 18-jarige zijn competitiedebuut in het eerste elftal tijdens een thuiswedstrijd tegen DWS/A (4-1). Als rechtsbuiten moest hij bij de Eindhovense club concurreren met de internationals Piet Kruiver en Piet van der Kuil. Lafaire slaagde er bij PSV niet in om uit te groeien tot een vaste waarde en maakte samen met ploeggenoot Willie Heesakkers in 1962 de overstap naar eerstedivisionist VVV. Een jaar later vertrok hij naar EVV Eindhoven waar hij nog drie jaar onder contract stond. Hij overleed in 2023 op 82-jarige leeftijd.

## Profstatistieken
| Seizoen         | Club            | Land            | Competitie      | Wed. | Goals |
| --------------- | --------------- | --------------- | --------------- | ---- | ----- |
| 1958/59         | PSV             | Nederland       | Eredivisie      | 1    | 0     |
| 1959/60         | PSV             | Nederland       | Eredivisie      | 0    | 0     |
| 1960/61         | PSV             | Nederland       | Eredivisie      | 1    | 0     |
| 1961/62         | PSV             | Nederland       | Eredivisie      | 0    | 0     |
| 1962/63         | VVV             | Nederland       | Eerste divisie  | 19   | 0     |
| 1963/64         | Eindhoven       | Nederland       | Eerste divisie  | 19   | 3     |
| 1964/65         | Eindhoven       | Nederland       | Eerste divisie  | 10   | 1     |
| 1965/66         | Eindhoven       | Nederland       | Eerste divisie  | 1    | 0     |
| Carrière totaal | Carrière totaal | Carrière totaal | Carrière totaal | 51   | 4     |